# Jürgen Rische
Jürgen Rische (Oschatz, 30 ottobre 1970) è un allenatore di calcio ed ex calciatore tedesco, di ruolo attaccante.

## Carriera

### Club
Durante la sua carriera da calciatore giocò per Lipsia, Kaiserslautern, Wolfsburg e Eintracht Braunschweig. Vinse la classifica marcatori della seconda divisione nel 1995 realizzando 18 reti. Con il Kaiserslautern conquistò la Coppa di Germania nel 1996, la 2. Bundesliga nel 1997 e la Bundesliga nel 1998.

## Palmarès

### Club

#### Competizioni nazionali
- DFB-Pokal: 1

Kaiserslautern: 1995-1996
- 2. Fußball-Bundesliga: 1

Kaiserslautern: 1996-1997
- Fußball-Bundesliga: 1

Kaiserslautern: 1997-1998

### Individuale
- Capocannoniere della 2. Bundesliga: 1

1994-1995 (18 gol)